# The Electras
The Electras was een Amerikaanse doowop-groep, die ook publiceerden als The Ring A Dings, The Del Mars, The Freedoms en The Captions.

## Bezetting
De groep was samengesteld uit Chester Pipkin, Gary Pipkin, Warren Joyner, Billy Mann, Billy Storm, Brice Coefield en Rip Spencer.

## Carrière
De oprichting van de groep was een initiatief van de tenor Chester Pipkin. Hij had sinds 1954 bij verschillende ensembles uit Los Angeles gezongen, eerst bij The Squires, dan bij The Valiants en ten slotte bij The Untouchables, die vergaand uit The Valiants waren ontstaan. De Untouchables waren slechts matig succesvol, zodat Pipkin toewerkte naar een nieuwe formatie, waarvoor hij terugviel op verschillende zangers, waarmee hij al had samengewerkt.
De kerngroep bestond uit Pipkin, zijn neef Gary 'Hart' Pipkin, Warren Joyner van The Brentwoods en Billy Mann. Aanvullend kwamen naar beschikbaarheid de Valiant-collega's Rip Spencer, Billy Storm en Alonzo Willis, die met Joyner bij The Brentwoods had gezongen, tijdens de opnamen erbij. De groep verbond zich nauw met de songwriter, producent, uitgever, A&R-manager en labeleigenaar John Marascalco, die The Valiants sinds 1957 kende, toen deze zijn voor Little Richard ontworpen song Good Golly Miss Molly hadden opgenomen.
De publicaties omvatten een periode van 1961 tot 1966. Eerst verschenen drie singles bij Infinity Records, waar Marascalco A&R-manager was, waaronder een bewerking van de Dorsey Burnette-klassieker Bertha Lou, die The Electras onder de naam The Ring A Dings bewerkten tot Snacky Poo. Daarna haalde Marascalco de groep naar zijn eigen opgerichte label Lola Records, waar tot 1965 eveneens drie singles verschenen. Marascalco probeerde steeds weer, zijn songs en opnamen bij verschillende labels te plaatsen, waardoor er meerdere nieuwe edities en verdere licentieverstrekkingen van afzonderlijke titels kwamen. You Know werd bijvoorbeeld meermaals gepubliceerd. Ook de labels Cee-Jam Records en Ruby-Doo Records waren eigendom van de producent en zagen publicaties van The Electras, waaronder een coverversie van Little Girl Of Mine van The Cleftones. Als The Captions ten slotte trok de groep zich onder insluiting van de vierde Valiant-collega Brice Coefeld weer terug uit de singleproductie. De zangers bleven verder verenigd in formaties als Africa en The Brothers and Sisters of Los Angeles.

## Discografie

### Singles
Infinity Records
- 1961: Ten Steps to Love / You Lied (ook op Constellation)
- 1961: Snacky Poo / Snacky Poo Part Two (als The Ring A Dings) (ook op Mercury Records)
- 1962: Boo Babe / The Stomp

Lola Records
- 1962: You Know / Can't You See It in My Eyes

Cee-Jam Records
- 1963: You Know / Don't Tell Me (B-kant van The Surgeons)

ABC Paramount Records
- 1963: That's My Desire / You Know (als The Del-Mars)

Constellation Records
- 1963: You Lied / Ten Steps to Love (als The Freedoms)

Lola Records
- 1964: Boo Babe / Can't You See It in My Eyes

Challenge Records
- 1964: Boo Babe / Can't You See It in My Eyes

Mercury Records
- 1964: Snacky Poo / Snacky Poo Part Two (als The Del-Mars)

Lola Records
- 1965: Huff and Puff / Mary Mary

Ruby-Doo Records
- 1966: Little Girl of Mine / Mary Mary

Trend
- 1966: Hanky Panky / Mary Mary (als The Captions)